# Wendel Hipler
Wendel Hipler nasceu em Neuenstein em 1465. Como um nobre, Hipler, mesmo assim, aliou-se aos insurgentes durante a revolta camponêsa na Francónia em 1525; Hipler foi o principal autor do "programa Heilbronn". Ele morreu em 1526.